# Chant II de l'Énéide

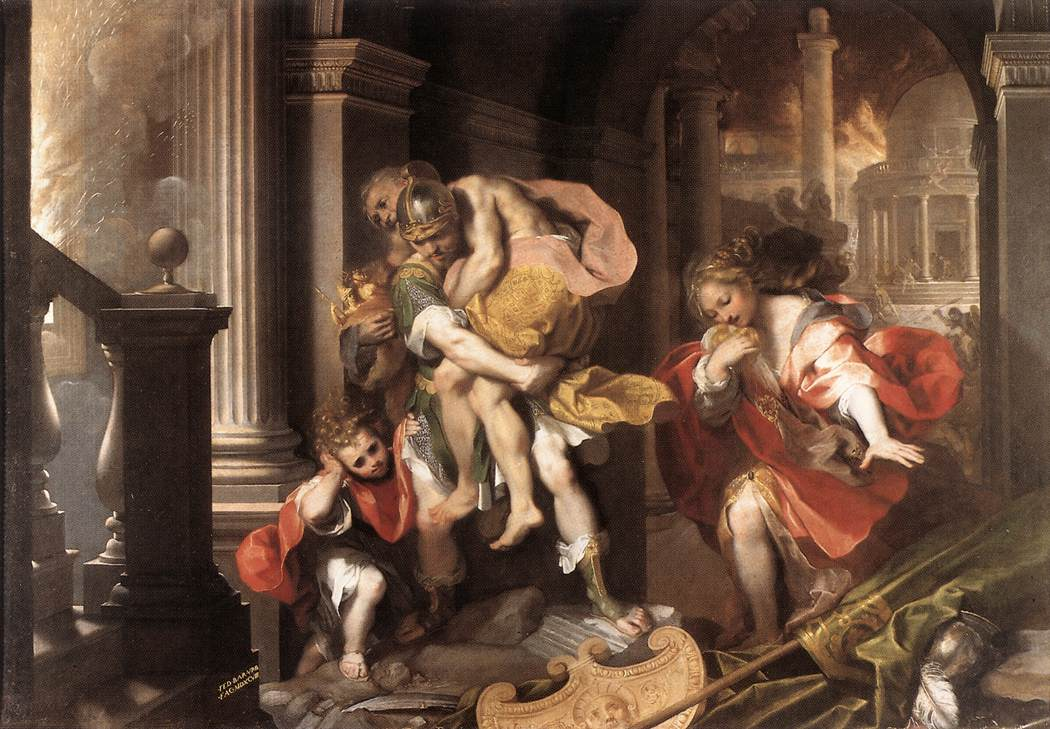
Énée fuyant Troie, 184 x 258 cm, par Federico Barocci (1598)

Le Chant II de l‘Énéide est celui dans lequel Énée fait un récit complet de la chute de la ville de Troie qui se place du point de vue des Troyens : le ton du récit en entier est celui du personnage du messager dans la tragédie classique.

## Résumé
Énée commence son récit par la ruse du cheval de Troie, un présent décrit haut comme une montagne, aux flancs d'ais de sapins entrelacés et aux cavités profondes. Le prince Laocoon met en doute la bonté des dieux, se montre méfiant ; il prononce sa mise en garde Timeo Danaos et dona ferentes, lance une pique dans les flancs du cheval, et l'espion Sinon, cousin d'Ulysse, passe à l'action pour convaincre et mettre les Troyens en confiance : il se fait passer pour un déserteur haïssant les Grecs, soldat de Palamède qui leur en veut pour sa mise à mort, et présente ensuite le cheval comme une offrande destinée à Athéna, affirmant que sa présence dans les murs de Troie est gage de victoire. Les Troyens se fient à lui, et malgré les mises en garde de Laocoon et de Cassandre, font entrer le cheval dans la cité. La nuit même, Sinon déclenche le signal indiquant à la flotte grecque de revenir de l'île de Ténédos, où elle attend pour mettre la ville à sac.
Lorsque Sinon évoque le sacrifice, Virgile décrit un sacrifice romain, il est question de mola salsa, mélange à base de farine salée, et d’immolatio, et non d’un sacrifice selon le rituel grec. Dès que Sinon eût fini de parler, comme pour appuyer son récit, deux serpents arrivent de la haute mer alors que Laocoon sacrifie à Neptune. Ils se jettent sur ses deux fils et les démembrent, puis s'attaquent à Laocoon lui-même, qui tentait en vain de les arrêter. Les serpents se réfugient ensuite dans un temple d'Athéna, se lovant au pied de sa statue colossale. Les Troyens pensent alors que c'est la déesse qui se venge de l'outrage fait à une offrande qui lui est consacrée et, rassurés, font entrer le cheval dans leurs murs. Tout en continuant son récit, Virgile fait comprendre qu’Énée fait son deuil de Troie. Les palais d'Oucalégon et de Déiphobe sont les premiers qu'Énée voit réduits en cendres. Riphée, compagnon d'Énée, est tué au combat ; Néoptolème, particulièrement fougueux et désireux de cruauté depuis sa sortie du cheval de bois, et Automédon sont à la tête d'un assaut qui met les troyens en panique (les femmes sont prises d'une panique qu'elles manifestent avec des gémissements et des marques de tendresse pour leur ville). Priam se prépare à combattre, malgré les tentatives de son épouse de le retenir et une vaine hésitation avant la mort sous ses yeux de Politès, trouve la mort après avoir provoqué Néoptolème par un discours provoquant et un coup de lance qui atteignit son bouclier. Avec une réponse cynique et arrogante, Néoptolème tue Priam. Énée lui-même est saisi par la scène, ces souvenirs font ressurgir ceux de son épouse et de son fils, par lesquels Aphrodite le calme, et l'empêche de tuer Hélène, qu'il se souvient avoir vue d'assez près pour la tuer. Énée part alors sauver son père, qui aurait préféré mourir au combat avec sa ville, lui rappelant à demi-mot que Jupiter lui en voudra toujours de son vivant d'avoir révélé son idylle avec Vénus. Seul un signe favorable de Jupiter en son honneur rend vigueur et volonté à Anchise qui, rassuré, consent à suivre son fils. Réfugié près d'un temple de Cérès, Énée se rend compte que depuis un temps il n'a plus Créuse à l'esprit. Il retourne sur ses pas, rebrousse chemin, jusqu'à leur demeure, occupée par des soldats ennemis ; il croise Ulysse et Phénix devant un temple de Junon ; il va jusqu'à crier malgré le danger que cela comporte, jusqu'à ce que le fantôme de la défunte Créuse lui apparaisse pour l'apaiser, lui expliquant qu'un autre destin l'attend par la volonté des dieux, un destin sans elle, dont le spectre lui fait ses derniers adieux et prophétise ses épreuves et ses joies futures. Amoureux plein de chagrin, Énée essaie de l'enlacer par trois fois, avant de retrouver ses soldats, et de retourner
au combat, tandis que le matin se lève.

## Analyse
Un poète grec du IVe siècle av. J.-C., Lycophron de Chalcis, qui place la scène de l’attaque des serpents dans le temple d’Apollon, donne aux serpents les noms de Charibée et Porcès. Au-delà de l'image que rend le poète après la mort de Priam, Virgile a recours à une ellipse narrative quand il parle de la mort de Priam près d'un autel dans son palais, et qu'il le décrit gisant sur la grève un peu plus loin.

## Influence artistique
C'est de ce chant que s'inspirent les actes I et II des Troyens d'Hector Berlioz (1858).